# Р-29РМУ2
Р-29РМУ2 «Синева» (код СНО РСМ-54, за класифікацією НАТО — SS-N-23 Skiff) — російська триступінчаста рідинна з послідовним розташуванням ступенів балістична ракета підводних човнів третього покоління. Використовується в ракетних комплексах Д-9РМУ2, що розміщуються на стратегічних підводних крейсерах проекту 667БДРМ «Дельфін». Р-29РМУ2 є удосконаленням ракети Р-29РМ, розробленої 1986 року.
Прийнята на озброєння 9 липня 2007. Планується випуск близько ста ракет.

## Історія
Ракета є модифікацією комплексу Р-29РМ (РСМ-54), прийнятого на озброєння у 1986 році. У 1996 році серійне виробництво цих комплексів було припинено, але в 1999—2000 роках відновлено після проведення дослідно-конструкторських робіт з модернізації виробів. Відновлення виробництва було зумовлене закінченням терміну служби (10 років) ракет Р-39, що перебувають на озброєнні, і з проблемами при розробці нових комплексів «Барк», а згодом — «Булава».
В 1999 почалися роботи з нової модифікації ракет, яка отримала нове позначення Р-29РМУ2 «Синева», зберігши договірне «РСМ-54».
У новій модифікації дещо змінилися розміри ступенів, було підвищено стійкість до впливу електромагнітного імпульсу, встановлено новий комплекс засобів подолання ПРО та систему супутникової навігації. Система управління виконана на новому обчислювальному комплексі «Малахіт-3».
У 2004 році було завершено льотні випробування ракети та роботи з сучасних високошвидкісних бойових блоків середнього класу ДКР «Станція» та «Станція-2», після чого почалося їх розміщення на ракетах проекту «Синева». Відповідно до договірних зобов'язань, дублююче оснащення (4 бойові блоки потужністю 500 кТ) стало основним спорядженням ракет. Новий блок не поступається боєголовці W-88 " Трайдент-II " (475 кТ). У ході модернізації за рахунок зменшення ваги бойового блоку було отримано додатковий ресурс по дальності та впроваджено кошти РЕБ. Також за рахунок модернізації систем управління вдвічі покращено такий важливий показник як КВО. 9 липня 2007 року Президент Росії В. В. Путін підписав указ про прийняття ракети на озброєння Військово-Морського флоту.
11 жовтня 2008 року в рамках навчань Стабільність-2008 у Баренцевому морі з борту атомного підводного човна «Тула» з підводного положення було здійснено запуск ракети «Синева», яка встановила рекорд дальності польоту 11 547 км і впала в екваторіальній частині Тихого океану. Таким чином, максимальна дальність «Синеви» перевищила максимальну дальність ракети ВМС США Трайдент-II (11 300 км): російський флот зможе розгортати підводні човни біля своїх берегів під захистом надводного флоту, що різко підвищує бойову стійкість човнів.
Увечері 6 серпня 2010 року з борту атомного підводного човна «Тула» було проведено успішний запуск двох ракет Р-29РМУ2 «Синева» з акваторії Баренцева моря по полігону Кура на Камчатці. Ракети були запущені в залпі. МСЯС Росії виконали таке завдання після тривалої перерви, а залповий запуск Р-29РМУ2 «Синева» було виконано вперше.
26 квітня 2011 року з борту атомного підводного човна «Єкатеринбург» було проведено успішний запуск ракети Р-29РМУ2 «Синева» з акваторії Баренцева моря по полігону Кура на Камчатці. Пуск зроблено з підводного стану, бойові блоки ракети прибули на полігон у встановлений час.
27 липня 2011 року з борту атомного підводного човна «Єкатеринбург» було проведено успішний запуск ракети Р-29РМУ2 «Синева». За даними Міноборони, пуск було здійснено в акваторії Баренцевого моря з підводного становища. Бойові блоки «Синьові» досягли полігону «Кура» на Камчатці в розрахунковий час.
5 листопада 2014 року з борту атомного підводного човна «Тула» було проведено успішний запуск ракети Р-29РМУ2 «Синева». За даними Міноборони, пуск було здійснено в акваторії Баренцевого моря з підводного положення. Бойові блоки «Синєви» досягли полігону «Кура» на Камчатці в розрахунковий час.
12 грудня 2015 року з борту атомного підводного човна «Верхотур'є» було проведено успішний запуск ракети «Синева». За даними Міноборони, пуск було здійснено в акваторії Баренцевого моря з підводного стану. Міжконтинентальна балістична ракета успішно вразила задану ціль на полігоні Кура на Камчатці.
17 жовтня 2019 року в рамках навчань «Гром-2019» було проведено пуск балістичної ракети Р-29РМУ2 «Синева» з підводного човна К-18 «Карелія» з підводного положення, ракета успішно вразила ціль на полігоні «Кура» на Камчатці.

## Конструкція
Ракета триступенева з послідовним розташуванням ступенів. Корпуси ступенів виконані з алюмінієво-магнієвого сплаву. Система управління: автономна інерційна з астрокорекцією та корекцією по навігаційним супутникам системи «Ураган» (Глонасс). Для підвищення точності підриву блоку в повітрі впроваджено спеціальний радіодатчик. Головна частина може оснащуватися чотирма високошвидкісними малорозмірними некерованими бойовими блоками потужністю 500 кт кожен, виконаних з вуглецевого волокна методом намотування тканини об'ємного плетіння, з гострим вуглець-вуглецевим наконечником, виконаним з матеріалу 4КМС-Л (кріплення до корпусу — байонетного типу), подібне плетіння виключає обнулення кутової швидкості при польоті в атмосфері. Швидкість польоту блоку в атмосфері надзвукова і набагато вище блоків попереднього покоління.

## Р-29РМУ2.1 «Лайнер»
У 2011 році російські військові провели успішні випробування ракети Р-29РМУ2.1 «Лайнер» з підводних човнів К-84 «Єкатеринбург» та «Тула». Після закінчення випробувань Р-29РМУ2.1 «Лайнер» була рекомендована до серійного виробництва та прийняття на озброєння. Прийнята на озброєння у січні 2014 року.
Ракета розроблена у ГРЦ ім. Макєєва, виробляється на потужностях АТ «Красноярський машинобудівний завод».

## Носії
Носіями ракет Р-29РМУ2 «Синева» є атомні підводні крейсери проекту 667БДРМ «Дельфін». Переозброєння на комплекс Д-9РМУ2 здійснюється під час проведення середнього ремонту. Станом на 2017 рік модернізований комплекс встановлений на 6 з 7 АПЛ цього проекту, 5 з них перебувають у строю, К-114 «Тула» — на ремонті та модернізації, БС-64 «Підмосков'я» — наприкінці 2016 року переобладнана для підводних спецоперацій.

## Тактико-технічні характеристики
- Максимальна дальність: 8300 км — 11 547 км[20] в залежності від ваги, що закидається.
- Вага, що закидається (маса ГЧ): до 2800 кг[21]
- Стартова вага: 40,3 тонни[22]
- Тип ГЧ: РГЧ ІН :
  - до десяти бойових блоків індивідуального наведення потужністю 100 кт кожен[23] (за договором СНО-3 на БРПЛ можна встановлювати не більше 4 бойових блоків)
  - 4 перспективні блоки індивідуального наведення потужністю 500 кт кожен з посиленими засобами протидії ПРО
- Точність (граничне відхилення): 250 м[24]
- Гранична глибина запуску: 55 м
- Довжина: 14,8 м
- Діаметр: 1,9 м
- Кількість ступенів: 3
- Тяга першого ступеня 100 т[25]
- Носії: Підводні човни проекту 667БДРМ «Дельфін»

## Оцінка проекту
Подальші роботи з модернізації ракет та нового бойового оснащення обмежені терміном служби носіїв ракет — підводних човнів проекту 667БДРМ «Дельфін» до 2030 року.
Для заміни ракети Булава розробниками Синеви була запропонована модифікація Р-29РМУ3, з вісьмома бойовими блоками індивідуального наведення малого класу потужності ЗГ-32 з комплексом засобів подолання протиракетної оборони (КСП ПРО) або десять таких же блоків без КСП ПРО. Проте, за даними головнокомандувача Військово-морським флотом РФ адмірала Володимира Висоцького, атомні підводні човни проекту 955 «Борей» не переозброюватимуться балістичною ракетою «Синева».
Недоліки

- загальні недоліки, властиві ракетам з ЖРД — підвищена шумність носія (РПКСН) через більшу кількість обладнання для обслуговування ракет,
- потрібно більше часу для підготовки до пуску («мокрий старт»),
- токсичність компонентів палива,
- складність обслуговування.

Переваги

- висока енергомасова досконалість